# Miljanići
Miljanići (cyr. Миљанићи) – wieś w Czarnogórze, w gminie Nikšić. W 2011 roku liczyła 50 mieszkańców.